# 康坪乡
康坪乡，是中华人民共和国重庆市奉节县下辖的一个乡镇级行政单位。

## 行政区划
康坪乡下辖以下地区：
光辉村、奉云村、小湾村、松林村和大架村。